# Lengnau BE
Lengnau (také označováno jako Lengnau bei Biel) je obec v okrese Biel/Bienne v kantonu Bern ve Švýcarsku. Žije zde přibližně 5 300 obyvatel.

## Geografie
Lengnau leží na severovýchodním okraji okresu Biel, přímo na hranici s kantonem Solothurn a Bernským Jurou, na jižním úpatí Jury v oblasti Berner Seeland.
Sousední obce ve směru hodinových ručiček od severu jsou Grenchen, Büren an der Aare, Meinisberg, Pieterlen a Romont.

## Historie

Letecký pohled (1925)

V Lengnau se nachází stopy po osídlení lidmi z doby kamenné. Krátký kus římské zdi nalezený při výkopech pro vodní nádrž pramene Lochbach ukazuje na dobu římskou. Existují také písemné prameny, které naznačují, že Lengnau muselo existovat již před rokem 1000. V roce 1997 tak Lengnau oslavilo tisícileté výročí. Dokumenty z kláštera Einsiedeln dokazují, že jistý Lampertus daroval v roce 997 klášteru pozemek v Lengnau. Jedná se o jediné spolehlivé zmínky o založení osady v Lengenau.
V 11. století bylo Lengnau pod vládou hrabat ze Strassbergu. Církevně patřilo Lengnau k biskupství Lausanne. V roce 1228 je Lengnau zmiňováno pod názvem Lengieuwa v souvislosti s kostelem či kaplí zasvěcenou svatému Germanovi. Ve válce rakouského vévody Leopolda proti Solothurnu v roce 1318, pouhé tři roky po bitvě u Morgartenu, zpustošili Lengnau obyvatelé Fribourgu. Ve válečném chaosu byl zničen i kostel.
Hrabě Imer ze Strassbergu, poslední z rodu, musel své panství zastavit Solothurnu. Politicky sdílela obec osud Strassbergů. Lengnau připadlo hrabatům z Neu-Kyburgu. Porozumění mezi Kyburgy a městy Bern a Solothurn bylo dlouho napjaté. Po bitvě u Sempachu dobyli Bernští v roce 1388 Büren, a Lengnau tak také připadlo Bernu.

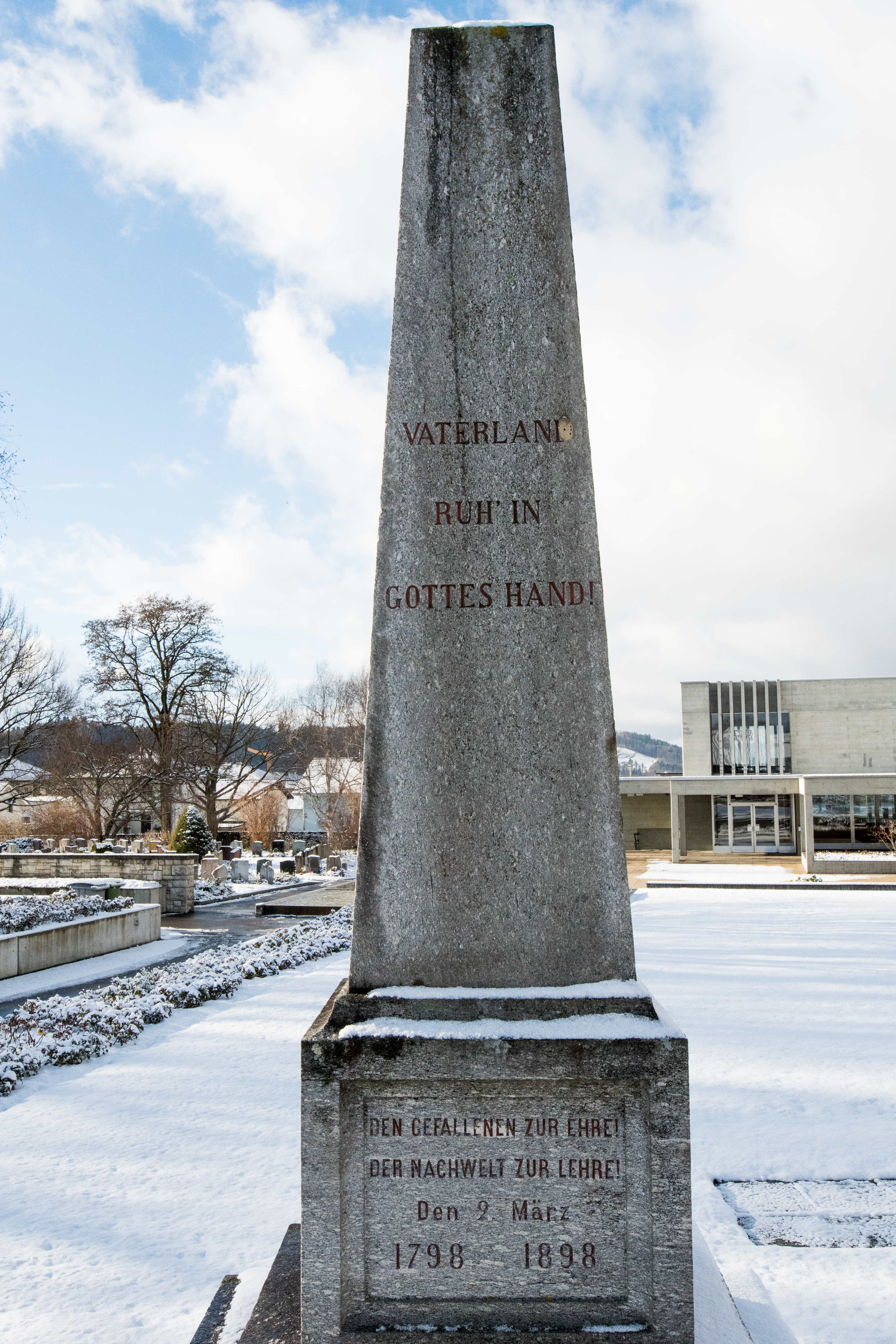
Pomník bitvy z roku 1798

V roce 1798 vtrhli Francouzi do Staré konfederace. Časně ráno 2. března 1798 zaútočila francouzská vojska pod vedením generála von Schauenburga na vojska bernské republiky, která se zde nacházela v potyčce u Lengnau, a zvítězila. V roce 1898 byl na hřbitově v Lengnau slavnostně odhalen pomník padlým v této potyčce.
Od roku 1917 sídlí v Lengnau firma Schlup, nyní Rado. Vyráběla mimo jiné kolíčkové pákové spouštěče a pákové hřídele, dnes se soustředí zejména na luxusní hodinky.

## Obyvatelstvo
| Vývoj počtu obyvatel | Vývoj počtu obyvatel | Vývoj počtu obyvatel | Vývoj počtu obyvatel | Vývoj počtu obyvatel | Vývoj počtu obyvatel | Vývoj počtu obyvatel | Vývoj počtu obyvatel | Vývoj počtu obyvatel |
| -------------------- | -------------------- | -------------------- | -------------------- | -------------------- | -------------------- | -------------------- | -------------------- | -------------------- |
| Rok                  | 1764                 | 1850                 | 1880                 | 1900                 | 1920                 | 1950                 | 1980                 | 2000                 |
| Počet obyvatel       | 497                  | 816                  | 1080                 | 1649                 | 2091                 | 2782                 | 4317                 | 4459                 |

## Doprava
Lengnau je napojeno na železniční síť. Nádraží leží na trati, vedoucí úbočím pohoří Jura. V Lengnau zastavuje během dne každou půlhodinu vlak S20 (Biel–Olten). Cesta vlakem do Bielu trvá 11 minut. Na území obce Lengnau se na jurskou trať (Biel–Basilej) napojuje další trať po které se jezdí do Bielu.
Autobusová linka 34 společnosti Busbetrieb Grenchen und Umgebung (BGU) spojuje Lengnau s Grenchenem a také s Pieterlenem a Biel-Bözingen.
Lengnau má dálniční spojení a je tak napojeno na švýcarskou dálniční síť (dálnice A5).

## Partnerská města
Obec udržuje partnerství s italským Monteroni di Lecce, Strakonicemi v České republice, a také s Lengnau AG v kantonu Aargau.